# Protactinium(V)-bromid
Protactinium(V)-bromid ist eine chemische Verbindung des Protactiniums aus der Gruppe der Bromide.

## Darstellung
Protactinium(V)-bromid kann durch Reaktion von Protactinium(V)-chlorid mit Bortribromid bei 500 bis 550 °C gewonnen werden.
{\displaystyle {\ce {3 PaCl5 + 5 BBr3 -> 3 PaBr5 + 5 BCl3}}}
Es kann auch durch Reaktion von Protactinium(V)-oxid mit Aluminiumtribromid bei 400 °C gewonnen werden.

## Eigenschaften
Protactinium(V)-bromid ist ein orangeroter, kristalliner, extrem feuchtigkeitsempfindlicher Feststoff, der mit Wasser und Ammoniak heftig reagiert, jedoch in absolut trockener Luft beständig ist. In Isopentan, Dichlormethan und Benzol ist er praktisch unlöslich, in wasserfreiem Acetonitril löst es sich zu PaBr5·4CH3CN. Er kommt in mehreren Modifikationen vor. Unterhalb von 400 °C als α-Modifikation und darüber als β-Modifikation. Die α-Form besitzt eine monokline Kristallstruktur mit der Raumgruppe P21/c (Raumgruppen-Nr. 14) und den Gitterparameter a = 1296 pm, b = 1282 pm, c = 992 pm, β = 108° und β-Form ebenfalls eine monokline Kristallstruktur mit der Raumgruppe P21/n (Nr. 14, Stellung 2) und den Gitterparametern a = 838,5 pm, b = 1120,5 pm, c = 895,0 pm, β = 91,1°. Die β-Form liegt als Dimer vor. Bei 400 °C im Vakuum sublimiert Protactinium(V)-bromid. Es wurde auch noch eine γ-Form nachgewiesen, die eine Kristallstruktur vom β-Uran(V)-chlorid-Typ besitzt.